# 朱宗慶
朱宗慶（1954年10月16日—），為臺灣打擊樂家、藝術及教育行政工作者。

## 生平
出生於臺中縣大雅鄉大雅村（今臺中市大雅區大雅里）。1976年，畢業於國立臺灣藝術專科學校（現國立臺灣藝術大學）音樂科，隨後至奧地利國立維也納音樂院深造，師事華特．懷格（Walter Veigl）教授及維也納愛樂前敲擊樂首席理查．霍賀萊納（Richard Hochrainer）教授。1982年獲敲擊樂演奏家文憑，為華人世界獲得該項文憑之第一人。2005年獲得國立臺灣大學管理學院高階公共管理碩士學位；2017年獲國立臺北藝術大學頒授名譽博士學位。
回國後擔任臺灣省立交響樂團敲擊樂首席，積極活躍於音樂舞臺。1986年1月成立朱宗慶打擊樂團，是臺灣第一支專業的敲擊樂團，並數度赴歐、美、亞、澳等多國演出。1989年成立財團法人擊樂文教基金會，專司樂團行政事務。1991年創辦朱宗慶打擊樂教學系統，自基礎教育來推廣打擊樂。1993年創辦「TIPC臺灣國際打擊樂節」，建構引領國際打擊樂發展之重樂平台，至今共舉辦十一屆。1998年創辦《蓺類》雜誌，1999年起每年舉辦「TIPSC台北國際打擊樂夏令營」，提供國內學習打擊樂的年輕學子一個多元豐富的學習管道，希望引領更多人進入藝術生活。
曾任國立臺北藝術大學校長、音樂系教授兼主任暨研究所所長、藝術行政與管理研究所教授兼所長、2009高雄世界運動會開閉幕式總導演，以及國立中正文化中心主任暨改制行政法人首任藝術總監與第四屆董事長、國家交響樂團團長；2017年1月至2022年4月擔任國家表演藝術中心董事長。
曾獲頒多項獎項包括「金鼎獎」、「金曲獎」、「國家文藝獎」、「總統府二等景星勳章」，並由國際打擊樂藝術協會（Percussive Arts Society, PAS）頒授「傑出貢獻獎」、「終身教育成就獎」，以表揚他對敲擊樂藝術的貢獻與成就。2016年獲選PAS名人堂，是華人世界獲此殊榮之第一人；2020年以其在敲擊樂、藝術教育、劇場管理等領域之卓越貢獻獲頒「行政院文化獎」。
現任朱宗慶打擊樂團藝術總監、國立臺北藝術大學講座教授、國立臺灣藝術大學榮譽教授。

## 經歷[3]
- 臺灣省立交響樂團打擊樂首席（1978-1979；1982-1983）
- 國立臺北藝術大學音樂系（1983-2013）暨管絃與擊樂研究所（2000-2013）教授
- 朱宗慶打擊樂團創辦人暨藝術總監(1986－)
- 財團法人擊樂文教基金會執行長（1989-1997）
- 國家戲劇院暨音樂廳顧問兼規劃組組長（1989-1990）
- 亞洲作曲家聯盟中華民國總會秘書長（1994-1997）
- 國立臺北藝術大學音樂系系主任（1997-2001）暨研究所所長（2000-2001）
- 國際打擊樂藝術協會（Percussive Arts Society）世界總會理事（1998-1999）
- 國際打擊樂藝術協會（Percussive Arts Society）總裁諮詢顧問（1999）
- 國立中正文化中心主任暨國家交響樂團團長（2001-2004）
- 國立中正文化中心藝術總監（2004）
- 國立中正文化中心績效評鑑委員會委員（2004）
- 國立臺北藝術大學校務研究發展中心主任（2005-2006）
- 國立臺北藝術大學校長(2006-2013)
- 國立中正文化中心董事（2006-2007）
- 國立臺北藝術大學展演中心主任（2007-2009）
- 教育部學術審查會委員（2007-2008；2011-2013）
- 財團法人許常惠文化藝術基金會董事會董事（2007-2009）
- 中華文化總會諮議委員（2008－）
- 教育部藝術教育會委員（2009－2013）暨專業藝術教育組召集人（2011-2013）
- 財團法人桃園縣廣藝基金會董事會董事（2009－）
- 國立臺北藝術大學藝術行政與管理研究所教授暨所長（2010-2013）
- 財團法人公益平臺文化基金會董事會董事（2010－2018）
- 財團法人信誼基金會董事會董事（2010－）
- 國立歷史博物館顧問（2011－2012）
- 財團法人家樂福文教基金會董事會董事（2011）
- 財團法人臺東縣私立均一國民中小學董事會董事（2012－2018）
- 中華民國國立大學校院協會理事（2012-2013）
- 中華民國總統府國策顧問（2012－2016）
- 國立歷史博物館諮詢委員（2013－）
- 國立中正文化中心董事長（2013-2014）
- 國立臺北藝術大學講座教授（2013－）
- 國立臺灣藝術大學榮譽教授（2015－）
- 國家表演藝術中心董事長（2017-2022）

## 獎項及榮譽

### 中華民國勳章獎章
- 二等景星勳章（2015年11月12日於總統府頒授[4]）

### 獎項
- 1983年「青年獎章」
- 1988年中華民國十大傑出青年；「金鼎獎」最佳演奏人獎及最佳製作人獎
- 1990年「金鼎獎」最佳音樂出版品獎
- 1997年「金曲獎」最佳演奏人獎
- 1999年國際打擊樂藝術協會「傑出貢獻獎」
- 2000年「國家文藝獎」
- 2009年國際打擊樂藝術協會「終身教育成就獎」
- 2011年國立臺灣藝術大學「傑出楷模校友」
- 2016年國際打擊樂藝術協會「名人堂」
- 2020年第39屆「行政院文化獎」
- 2021年國立臺灣大學「傑出校友」

### 名譽學位
- 2017年國立臺北藝術大學「名譽博士」

## 重要展演及創新活動
- 1982年於台北、台中演出《打擊樂器素描》，由台北世紀交響樂團協奏
- 1983年於台北、台中、台南舉辦第一次打擊樂獨奏會《朱宗慶打擊樂器獨奏會》
- 1984年於台北、台中、台南、花蓮舉辦第二次打擊樂獨奏會《朱宗慶打擊樂器演奏會》
- 1986年參與朱宗慶打擊樂團與雲門舞集在香港合作演出《薪傳》的現場演奏
- 1989年朱宗慶打擊樂團與蘭陵劇坊合作演出《螢火》，擔任現場音樂指揮
- 1991年參與朱宗慶打擊樂團、雲門舞集聯合公演《綠色大地》的現場演奏
- 1993年參與雲門舞集《九歌》的現場演奏
- 1994年、1998年、2000年國慶民間遊藝活動
- 2004年於台北、台中、高雄舉辦第三次打擊樂獨奏會《鼓動－朱宗慶打擊樂獨奏會》
- 2009年高雄世界運動會開閉幕式總導演
- 2010年朱宗慶打擊樂團擊樂劇場《木蘭》，結合打擊樂、京劇、踢躂舞的跨界創新製作
- 2010年與南韓打擊樂朴光緒教授於第一屆《首爾國際打擊合奏節》共同演奏〈飆鼓〉一曲
- 2011年參與朱宗慶打擊樂團《25週年經典音樂會》之〈飆鼓〉一曲演出
- 2012年朱宗慶打擊樂團大型擊樂劇場《擊度震撼》，融合傳統、現代與流行，打造古典、爵士及搖滾的跨界嘉年華；參與〈鑼鼓慶〉一曲演出

其他：
- 1986年迄今：朱宗慶打擊樂團國內年度公演及巡演，演出類型包含經典、推廣、親子、節慶、校園、實驗性作品、音樂劇場等
- 1986年迄今：朱宗慶打擊樂團國外巡演，赴歐、美、亞、澳等多國與地區參與藝術節或活動演出
- 1993年迄今：每三年舉辦《台灣國際打擊樂節》(原《台北國際打擊樂節》)

## 著作
期刊論文：
- 〈從文化軟實力觀點談台灣藝術教育暨藝術才能班之發展〉，台灣教育雙月刊第682期，2013年9月
- 〈創意美感之島的實踐基礎－文化創意人才培育〉，研考雙月刊，2012年2月
- 〈以文化藝術搭建與世界溝通的橋樑〉，國際關係學報，2012年1月
- 〈行政法人運作的再思考〉，研考雙月刊，2009年6月
- 〈美力時代，在生活中實踐藝術—我對提升公務人員素質問題的看法〉，人事月刊，2009年2月

專書：
- 《心有所愛，全力以赴：國家表演藝術中心董事長五年工作實錄》，時報出版，2022年3月
- 《玩真的！朱宗慶的藝術文化必修課》，時報出版，2021年1月
- 《文化每天都是進行式》，國立臺北藝術大學、遠流，2012年12月
- 《法制獨角戲:話說行政法人》，傑優文化，2009年4月
- 《行政法人對文化機構營運管理之影響─以國立中正文化中心改制行政法人為例》，傑優文化，2005年
- 《鼓動──朱宗慶的擊樂記事》，遠流，2001年
- 《擊樂作品演奏的探討》，財團法人擊樂文教基金會，1998年
- 《打擊樂演奏的探討》，財團法人擊樂文教基金會，1993年

其它著作：
- 〈臺灣文化與藝術的未來進行式－創意美感之島〉，刊載於《願景2030-擁抱夢想 迎向未來》，天下文化，2011年

## 外部連結
- 臺灣音樂群像 朱宗慶 （页面存档备份，存于）
- 朱宗慶的Instagram帳戶
- 朱宗慶的Facebook專頁
- 【上報人物】躍登「國際打擊名人堂」　朱宗慶：10年內退休 （页面存档备份，存于）